# Abbaye de Quincy
L'abbaye Notre-Dame de Quincy est une ancienne abbaye cistercienne située à Tanlay (Yonne). L'abbaye est fondée en 1133 par des moines venus de l'abbaye de Pontigny. Prospère à ses débuts, l'abbaye connaît par la suite des hauts et des bas. L'abbaye végète aux XVIIe et XVIIIe siècles avant d'être vendue en 1790 et convertie en 1822 en exploitation agricole. Le cloître et l'église sont détruits pendant la Révolution et au début du XIXe siècle. Depuis quelques années, les vestiges n'ont plus d'usage agricole et les bâtiments qui subsistent ont fait l'objet de travaux d'étude et d'une rénovation partielle.
Le 5 avril 2022, avec l'accord de l'archevêché, Dom Boniface Hill, moine Benedictin, s'installe de nouveau à l'abbaye. Des études sur les travaux concernant le logis abbatial et la chapelle des Étrangers débutent la même année.

## Situation
L'abbaye se trouve dans un vallon arrosé par le ru de Melisey. Le site fournit, comme dans toute implantation cistercienne, à la fois le bois, la pierre et l'eau nécessaires à son fonctionnement. Trois moulins sont installés sur le cours d'eau. L'abbaye est située à 10 km à l'est de la ville de Tonnerre dans le département français de l'Yonne, sur le territoire actuel de la commune de Tanlay.

## Historique
L'abbaye Notre-Dame de Quincy, rattachée à l'ordre cistercien, est fondée en 1133 par douze moines venus de l'abbaye de Pontigny : il s'agit du sixième établissement créé par cette dernière. L'église abbatiale est consacrée en 1139. L'abbaye est prospère à ses débuts : forte de cent cinquante moines, elle possède quatorze granges et maisons urbaines, six à sept moulins ainsi que des celliers à vin à Auxerre, Chablis et Épineuil. L'église abbatiale sert de nécropole à la puissante famille des Courtenay apparentée au roi de France.
Dès le XIIIe siècle, elle est le siège de conflits internes et de querelles de voisinage. Elle est endommagée par la guerre de Cent Ans mais retrouve une certaine prospérité à la fin du Moyen Âge. Durant les guerres de religion, son abbé commendataire, le cardinal de Coligny, se convertit à la foi protestante. Les moines qui occupent l'abbaye à l'époque sont presque tous massacrés et un incendie ravage une partie des bâtiments. L'abbaye subsiste sans éclat au XVIIe et au XVIIIe siècles.
À la Révolution française, en 1791, l'abbaye qui n'est plus occupée que par quelques moines, est vendue comme bien national et sert de carrière de pierres. Elle est rachetée en 1822 par le propriétaire du château de Tanlay et ses bâtiments deviennent le siège d'une exploitation agricole. Les bâtiments sont inscrits au titre des monuments historiques depuis 1926. Plus récemment, les bâtiments ont été libérés de leur usage agricole et des travaux de restauration ont été entrepris. L'abbaye est désormais ouverte à la visite,.

## Description et architecture
L'abbaye présente à l'origine le plan typique d'une abbaye cistercienne : le cloître est bordé au nord par l'église abbatiale. Un bâtiment situé à l'est du cloître accueille la salle capitulaire, la salle des moines et à l'étage le dortoir. Un réfectoire est situé au sud, tandis qu'à l'ouest se trouve un long bâtiment sans doute destiné aux convers. Un corps de logis composé de deux bâtiments adossés à une grande salle et séparés par une cour est édifié à l'écart du cloître et sert peut-être à l'époque d’hôtellerie.
Tous ces bâtiments, qui ont été édifiés aux XIIe et XIIIe siècles, subissent des modifications importantes entre le XVe et le XVIIIe siècle. Une tourelle d'escalier est édifiée à l'angle sud-ouest de la grande salle du corps de logis. L'église abbatiale, qui a déjà été une première fois refondue, est amputée de sa nef et reçoit une nouvelle façade classique. Le bâtiment des moines reçoit également une nouvelle façade. Au XVIIIe siècle, certains bâtiments attenant au cloître sont supprimés.
Après la vente de l'abbaye sous la Révolution française, le cloître et l'église abbatiale sont progressivement détruits. Aujourd'hui, il ne subsiste plus de l'ensemble claustral qu'une partie de l'ancien bâtiment des moines formant un parallélépipède de 25 mètres sur 14 m à deux niveaux. Ont également survécu le corps de logis, une basse-cour du XVIIIe siècle et un petit corps de bâtiment datant de la fin du XVIIe ou du début du XIXe siècle qui sert de local d'accueil des visiteurs.

## Filiations et dépendances
Quincy est fille de l'abbaye de Pontigny. Au XIIe siècle, peu après sa fondation elle possède quatorze granges et maisons urbaines, six à sept moulins ainsi que des celliers à vin à Auxerre, Chablis et Épineuil.

## Les abbés de Quincy

### Abbés commendataires
Comme la plupart des monastères de France par le concordat de 1516, la mise en commende s’appliqua à l’abbaye de Quincy.
- Louis de Mégrigny, abbé de Quincy et prieur commendataire de Saint-Pierre d’Étampes, prieuré-cure de l'abbaye de Saint-Benoît-sur-Loire[6].
- 1636 : Mathieu de Mégrigny, neveu du précédent, puis abbé de Pontigny (1643-1650)[7].

## Galerie de photographies

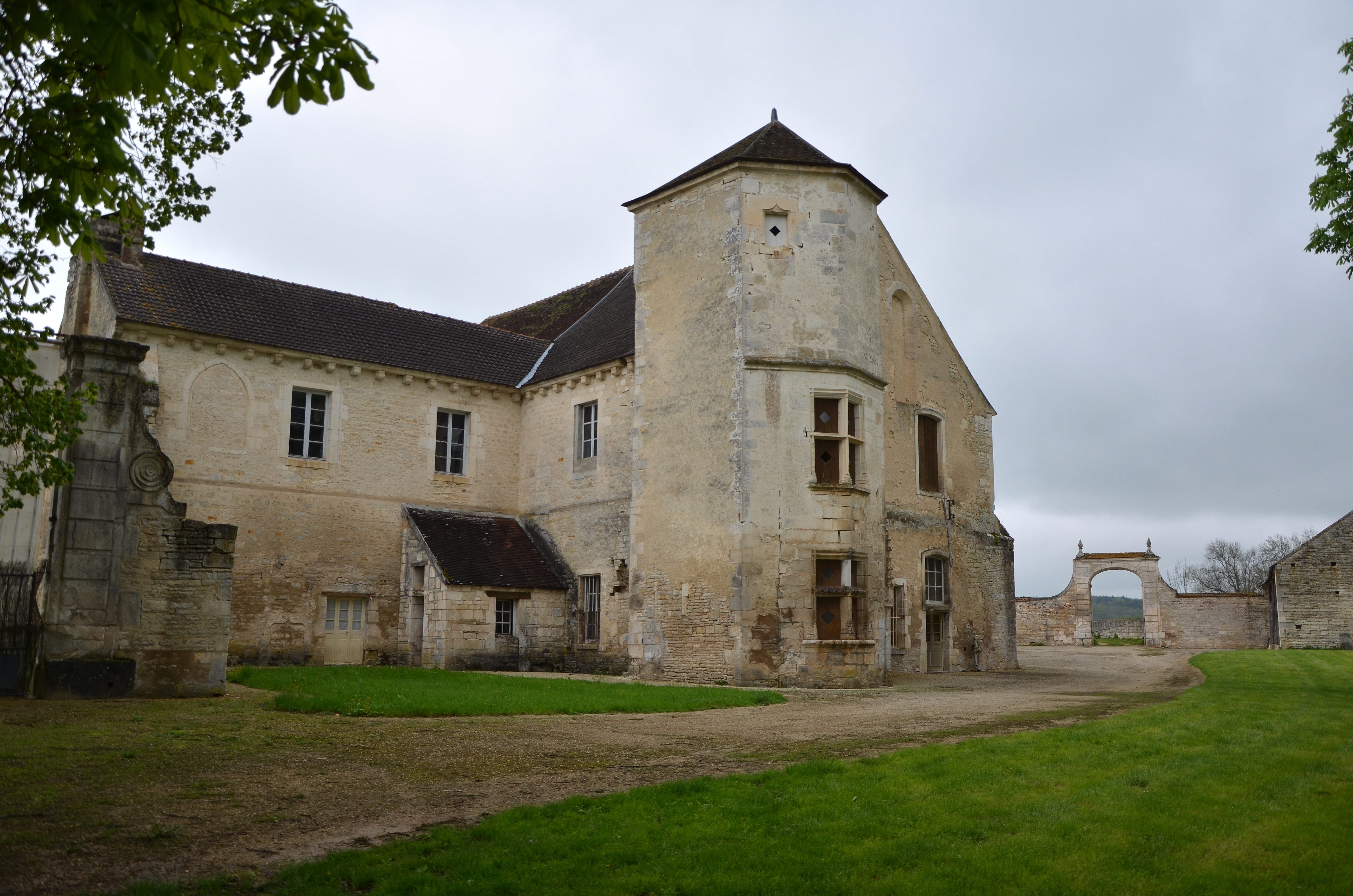
Vue d'ensemble.
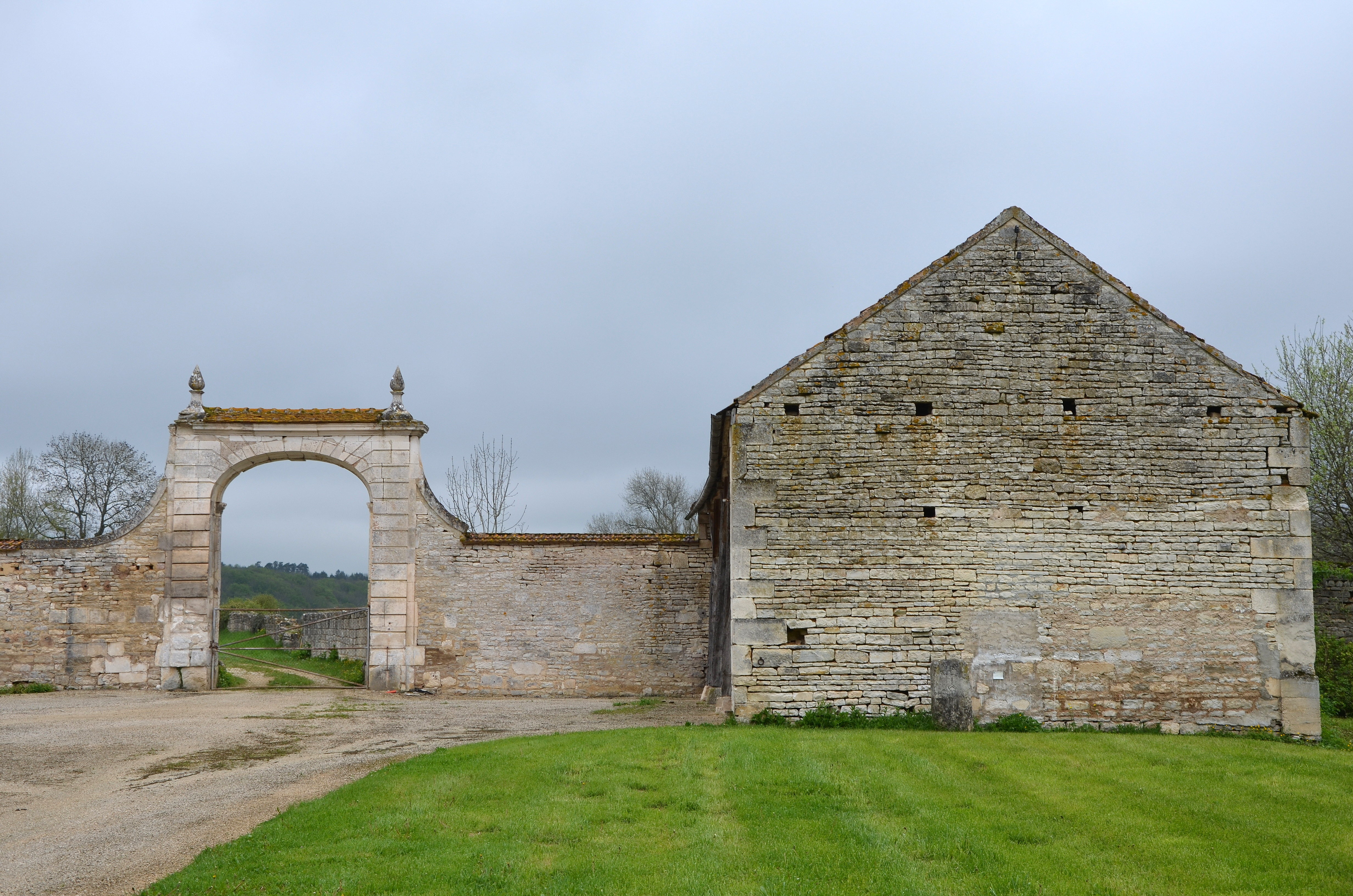
Entrée de l'abbaye.
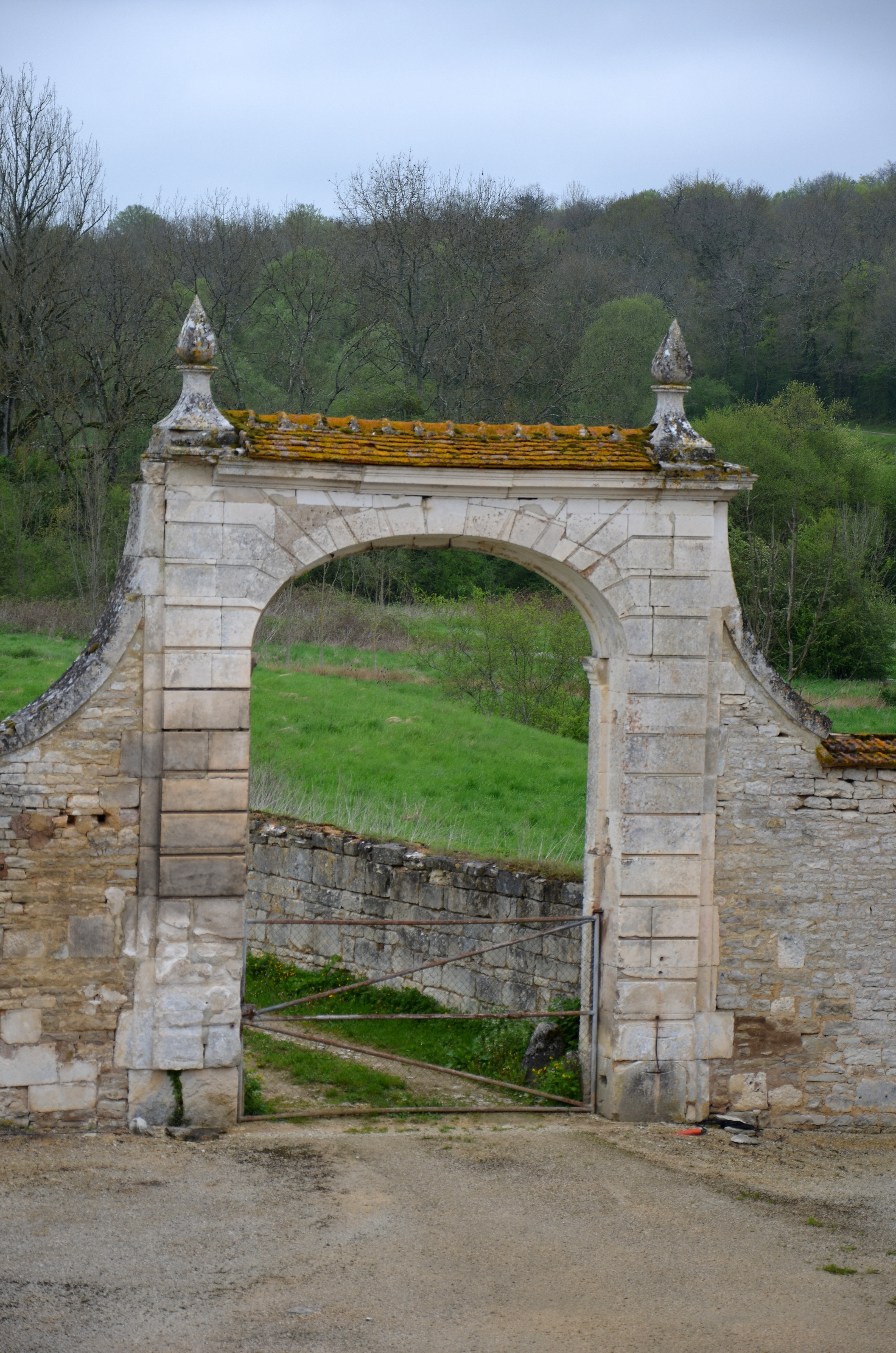
Portail de l'abbaye.
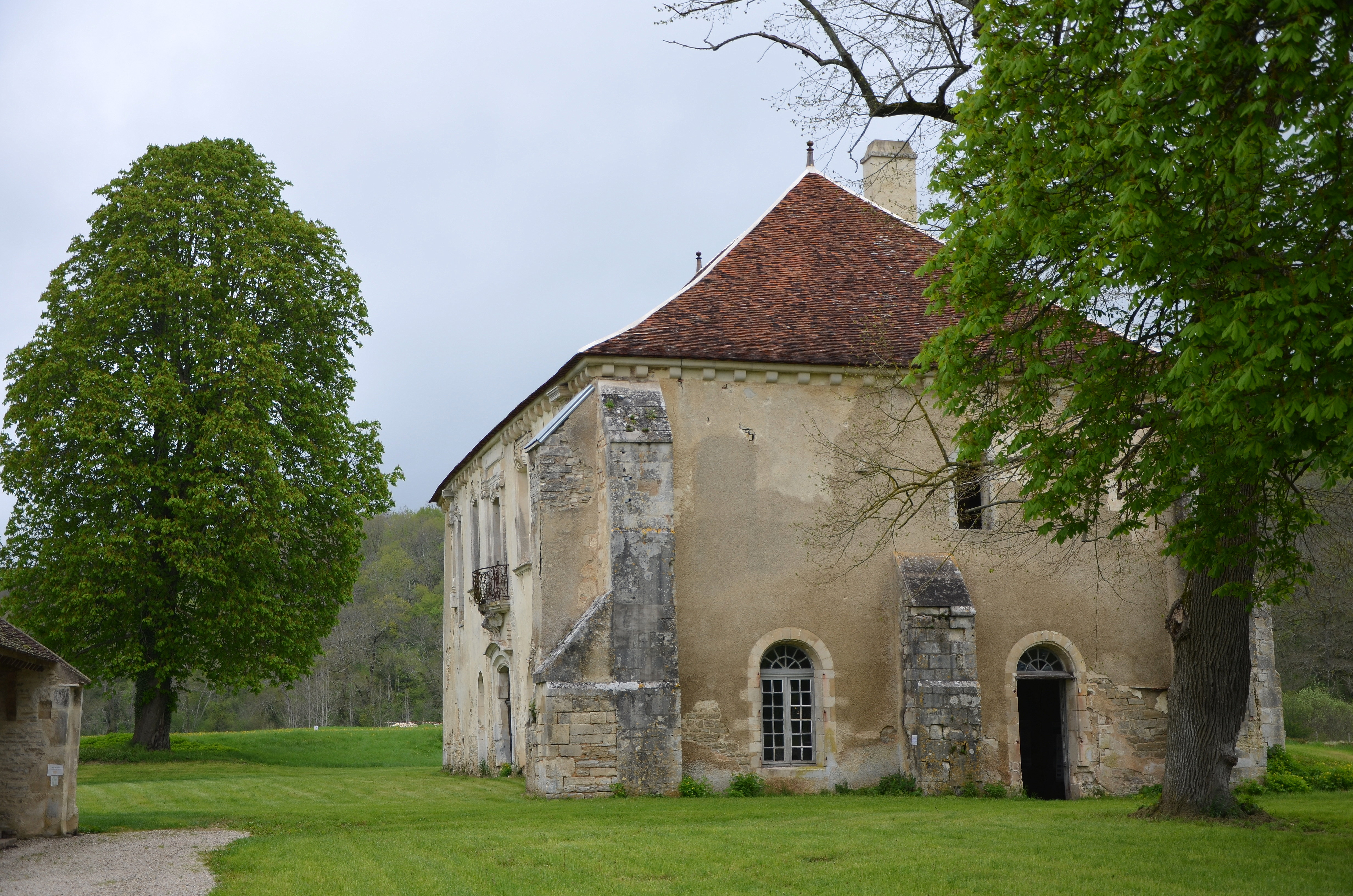
Bâtiment des moines.
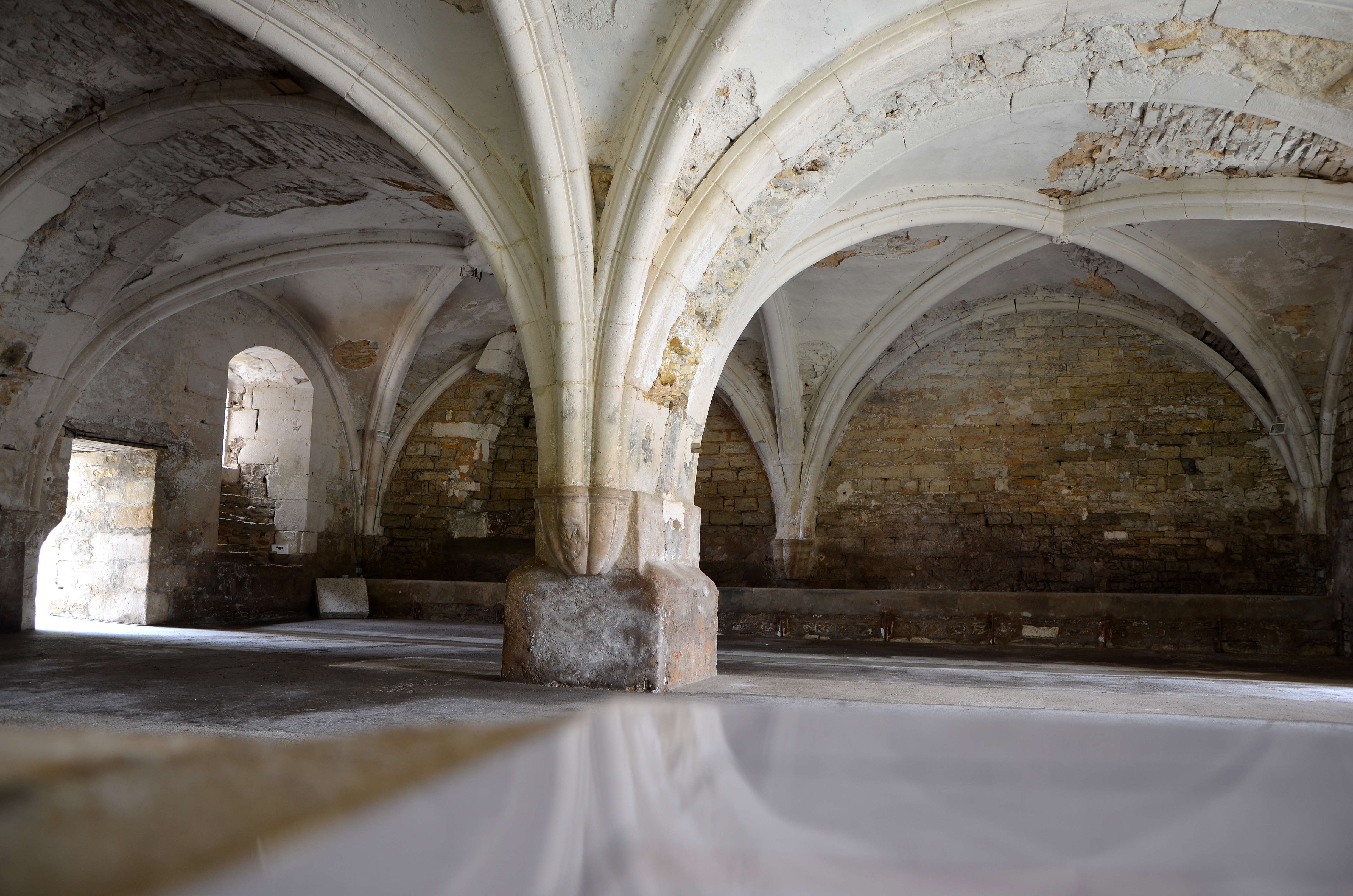
Salle capitulaire.
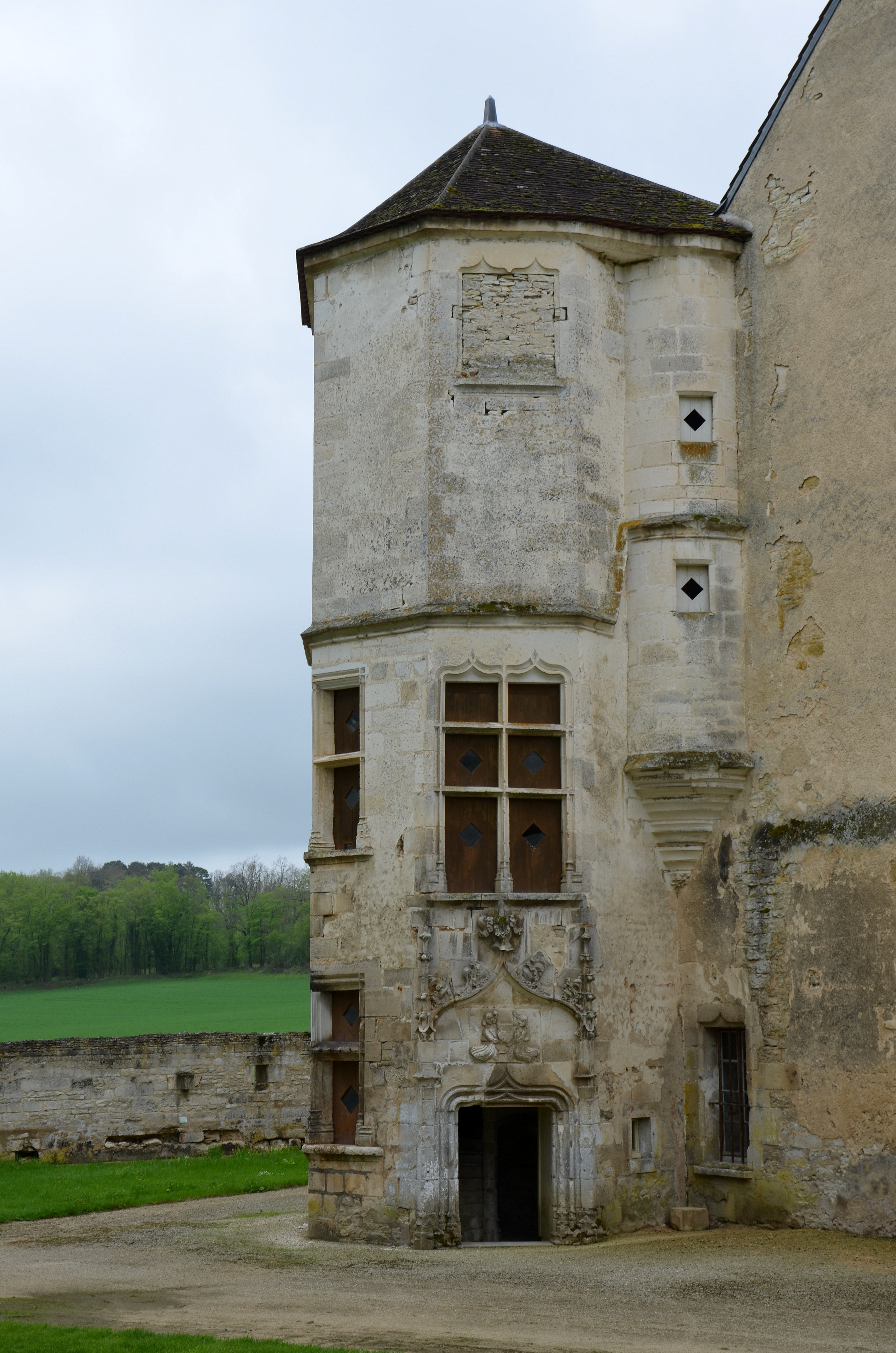
Tourelle d'escalier.
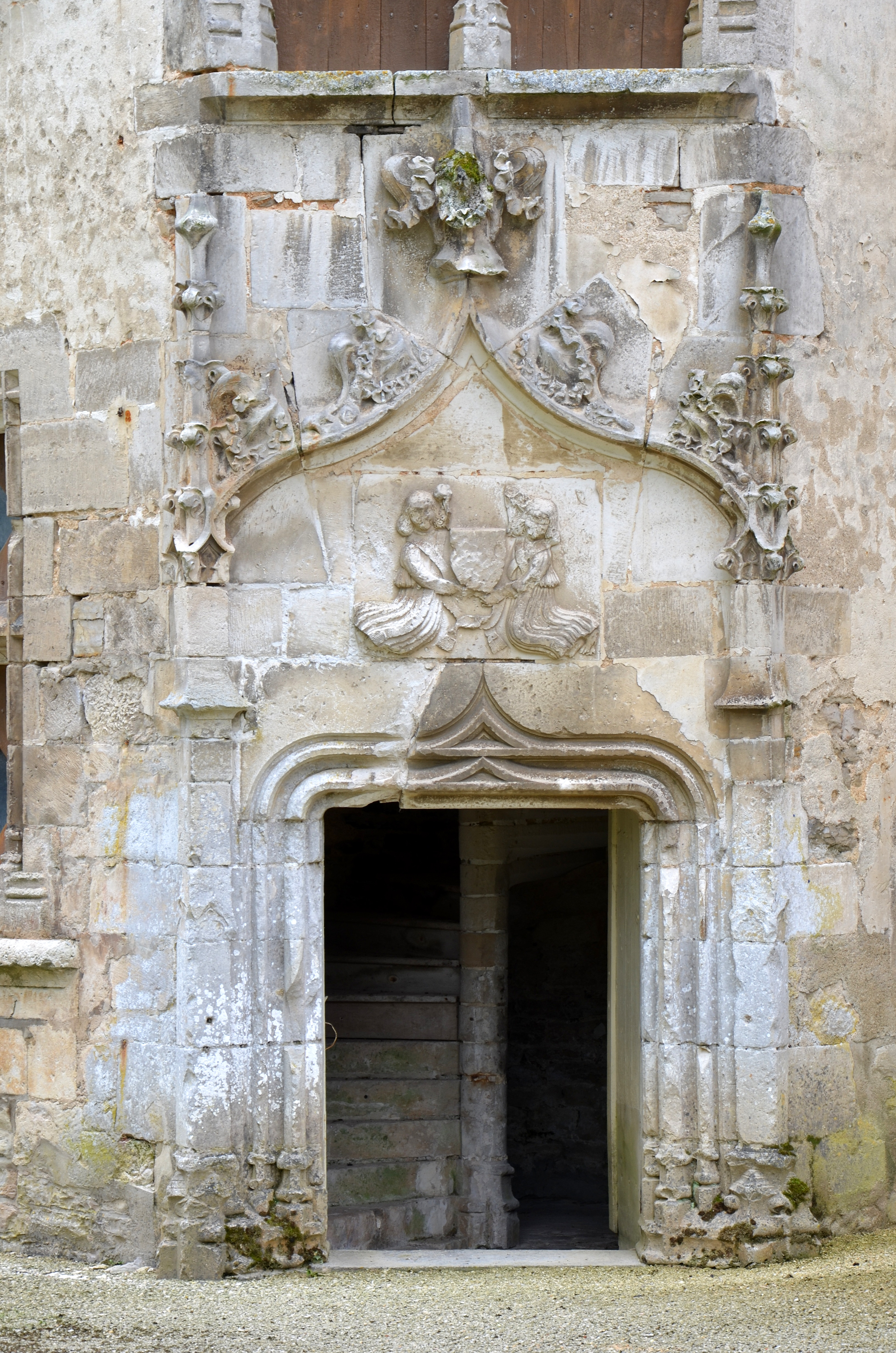
Porte de la tourelle.
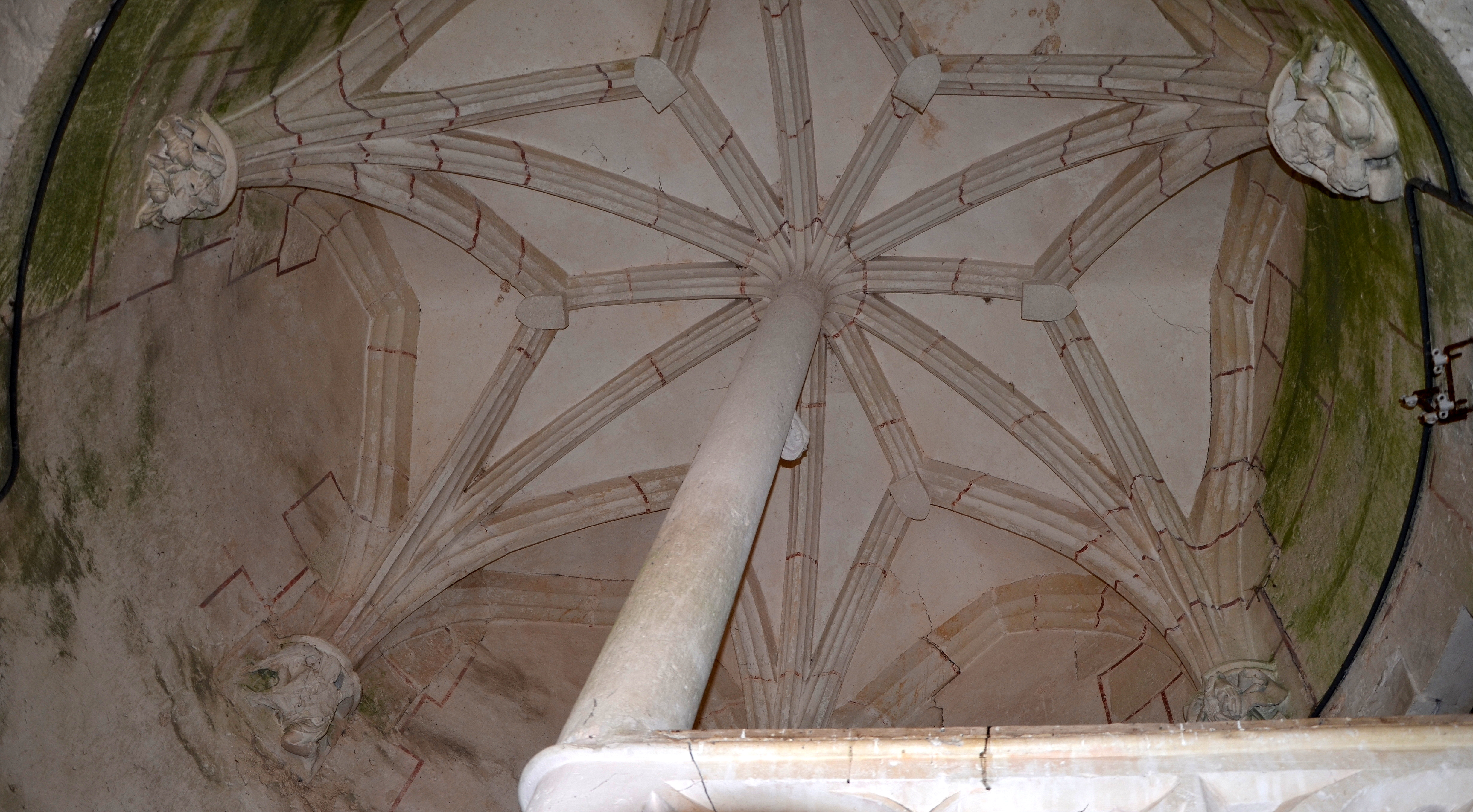
Voûte de la tourelle.
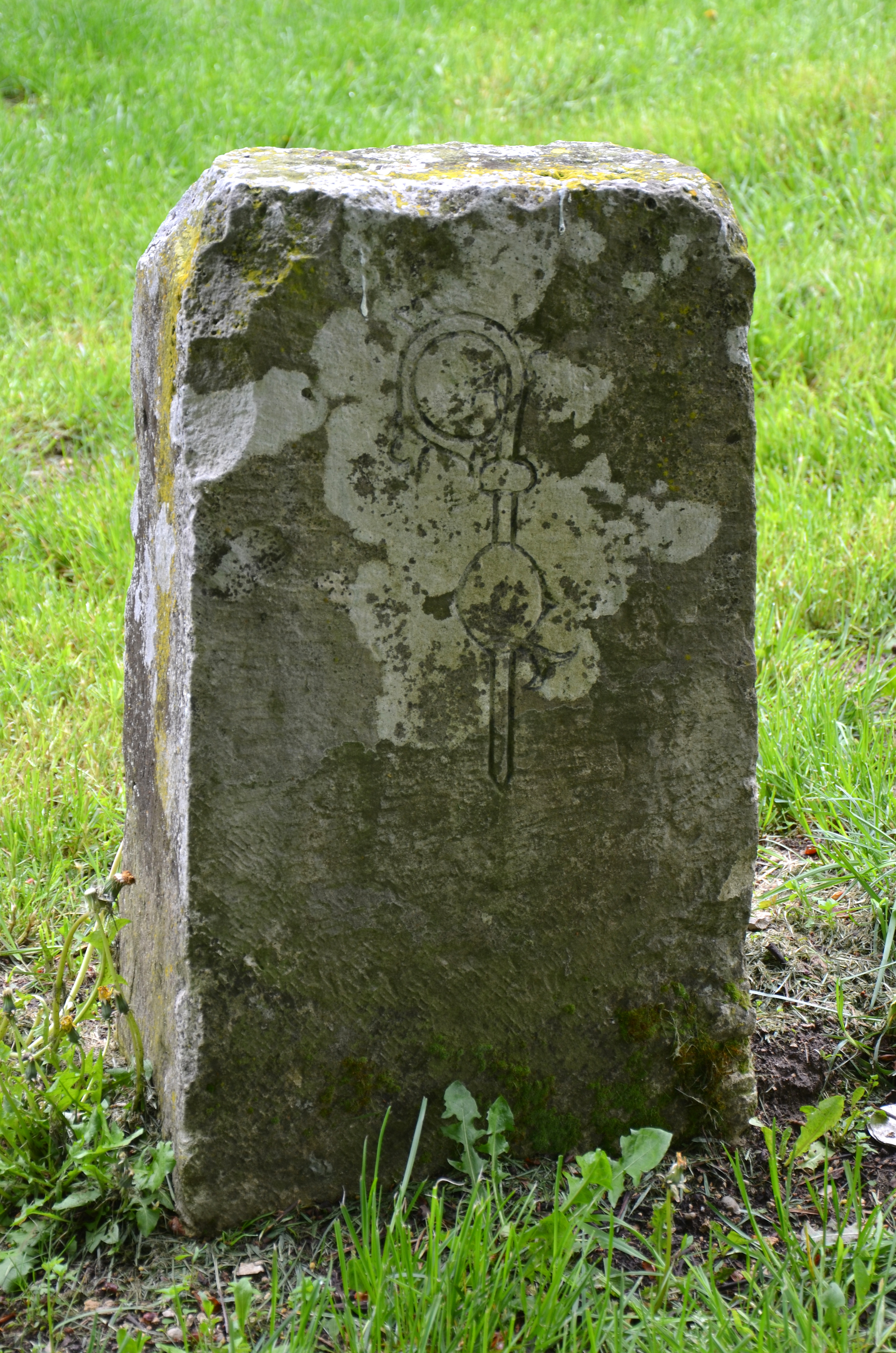
Une borne.